# 天神町 (新宿区)
天神町（てんじんちょう）は、東京都新宿区の町名。住居表示未実施。

## 地理
新宿区の北東部に位置する。北部は、山吹町に接する。北東部は中里町に接する。東部から南部にかけては、矢来町に接する。東部は赤城下町にも接する。南西部は、東榎町に接する。西部は榎町に接する。町域内を東西方向に早稲田通りが通っている。また、早稲田通りとの交差点である牛込天神町交差点を始点として江戸川橋通りが北に向かって伸びている。町域内は住宅のほか、ビルやオフィスが混在している。町域内には、印刷・製本関連の企業が多く点在している。

## 歴史
町名はかつて大橋龍慶の屋敷内に天神社があったことに由来する。

## 世帯数と人口
2025年（令和7年）3月1日現在（新宿区発表）の世帯数と人口は以下の通りである。
- 世帯数 : 785世帯
- 人口 : 1,158人

### 人口の変遷
国勢調査による人口の推移。
| 年                 | 人口  |
| ------------------ | ----- |
| 1995年（平成7年）  | 767   |
| 2000年（平成12年） | 764   |
| 2005年（平成17年） | 968   |
| 2010年（平成22年） | 990   |
| 2015年（平成27年） | 1,045 |
| 2020年（令和2年）  | 1,085 |

### 世帯数の変遷
国勢調査による世帯数の推移。
| 年                 | 世帯数 |
| ------------------ | ------ |
| 1995年（平成7年）  | 347    |
| 2000年（平成12年） | 395    |
| 2005年（平成17年） | 599    |
| 2010年（平成22年） | 634    |
| 2015年（平成27年） | 660    |
| 2020年（令和2年）  | 710    |

## 学区
区立小・中学校に通う場合、学区は以下の通りとなる（2018年8月時点）。
| 番地       | 小学校               | 中学校                 |
| ---------- | -------------------- | ---------------------- |
| 1～40番地  | 新宿区立江戸川小学校 | 新宿区立牛込第三中学校 |
| 41〜85番地 | 新宿区立早稲田小学校 | 新宿区立牛込第三中学校 |

なお、区内には同名の新宿区立天神小学校があるが、その所在地は新宿六丁目であり当町とは無関係である（西向天神社が校名の由来）。

## 交通
町域内に鉄道駅はないが、東京メトロ東西線・神楽坂駅が利用可能な範囲にある。

## 事業所
2021年（令和3年）現在の経済センサス調査による事業所数と従業員数は以下の通りである。
- 事業所数 : 144事業所
- 従業員数 : 844人

### 事業者数の変遷
経済センサスによる事業所数の推移。
| 年                 | 事業者数 |
| ------------------ | -------- |
| 2016年（平成28年） | 133      |
| 2021年（令和3年）  | 144      |

### 従業員数の変遷
経済センサスによる従業員数の推移。
| 年                 | 従業員数 |
| ------------------ | -------- |
| 2016年（平成28年） | 1,083    |
| 2021年（令和3年）  | 844      |

## 施設
- 北野神社

## その他

### 日本郵便
- 郵便番号 : 162-0808[3]（集配局 : 牛込郵便局[15]）。